# Paranerita bione
Paranerita bione là một loài bướm đêm thuộc phân họ Arctiinae, họ Erebidae.